# Spirella tylophoroides
Spirella tylophoroides är en oleanderväxtart som beskrevs av Julien Noël Costantin. Spirella tylophoroides ingår i släktet Spirella och familjen oleanderväxter. Inga underarter finns listade i Catalogue of Life.